# 室川治久
室川 治久（むろかわ はるひさ、1947年（昭和22年）1月6日 - ）は、日本の実業家。テレビ新潟放送網代表取締役会長、元同社代表取締役社長、日本テレビ放送網の元チーフプロデューサー、RFラジオ日本監査役兼東通取締役。以前は、日本テレビ取締役執行役員人事・労政担当。日本テレビの取締役執行役員は2009年6月25日付で退任した。

## 職歴
- 1969年 - 明治大学卒業後、入社。
- 1992年 - 社会情報局チーフプロデューサー
- 1998年 - 編成局次長兼制作推進部長
- 1999年 - 人事局次長兼人事部長
- 2002年 - 編成局総務
- 2004年 - 人事局長
- 2005年 - 執行役員人事局長
- 2007年 - 取締役執行役員編成・制作・情報エンタテインメント・スポーツ担当[1]
  - 2007年12月1日～2008年3月31日までは、前任のスポーツ局長だった丸山公夫が読売テレビに出向したため、同職を兼任していた。
- 2008年 - 取締役執行役員人事・労政担当
- 2009年 - BS日テレ専務取締役[2]
- 2012年 - テレビ新潟社長
- 2016年 - 同社会長

## 過去の担当番組
- ジパングあさ6
- ズームイン!!朝!
- 解禁テレビ
- 信ジラレナイ99連発
- 所さんの目がテン!
- 知ってるつもり?!
- おしゃれカンケイ
- ぶらり途中下車の旅
- 24時間テレビ 「愛は地球を救う」（1996年CP）